# Unión Juvenil Cruceñista
Die Unión Juvenil Cruceñista (Jugendunion von Santa Cruz) (UJC) ist eine militante, rechtsextremistische Gruppierung aus Santa Cruz, Bolivien. Gegründet 1957 als ein Arm des Pro Santa Cruz Komitees (Comite Pro Santa Cruz), wurde die UJC in jüngster Zeit Gegenstand von Kontroversen und Anklagen wegen ihrer Tätigkeiten zur Unterstützung der Santa Cruz Autonomie-Bewegung gegen die Regierung von Evo Morales und seine politische Partei  MAS.
Mit der Behauptung zweitausend Mitglieder zu haben, setzte die UJC gewaltsam den vom Pro Santa Cruz Komitee geforderten allgemeinen bürgerlichen Streik durch, schüchterte linke Gegner ein und griff sie an, schuf „Sicherheit“ für das Autonomiereferendum von Santa Cruz am 4. Mai 2008 und nahm an gewalttätigen Auseinandersetzungen während des Tages der Abstimmung teil. Zwei Mitglieder der UJC wurden verhaftet und beschuldigt, ein Attentat auf Evo Morales am 20. Juni 2008 geplant zu haben. Bei den Beschuldigten fand die Polizei auf einem Flughafen vor der Ankunft des Präsidenten ein Gewehr mit Zielfernrohr und Munition.